# Jardí públic

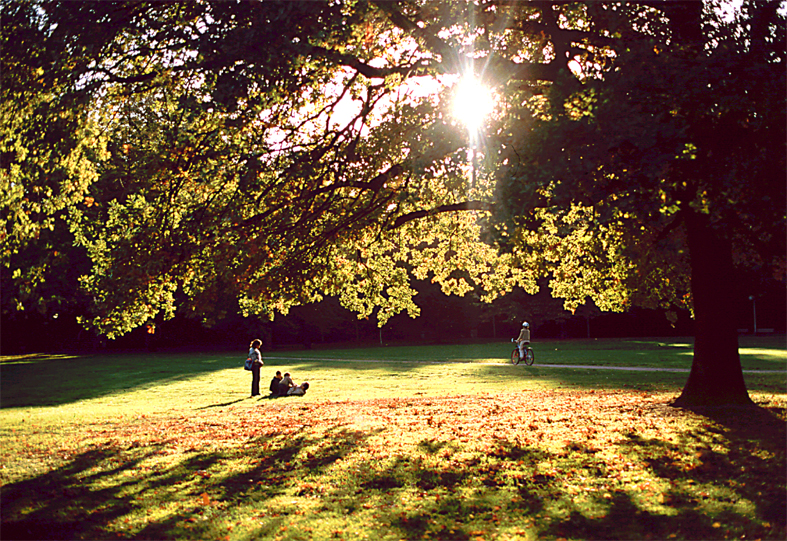
Luisenpark a Mannheim, Alemanya

Un jardí públic és un terreny tancat, paisatgista i plantat destinat al passeig o al gaudi del públic.

## Història

### Els orígens
Fins al segle xvii, els jardins, utilitaris o de lleure, continuen sent exclusius de les classes benestants. Només certs privilegiats, abadies i aristòcrates, en posseeixen. Aquests jardins privats seran oberts a poc a poc a un públic restret.
En no poder accedir-hi, la població es passeja per les rodalies de les muralles i es reuneix a les portes de les ciutats, als espais aclarits com praderies o de planures.
No és fins al 1789 que el trastorn de la Revolució Francesa entreobre les portes dels palaus i cases urbanes de l'aristocràcia i del clergat. Darrere els murs, el poble sorprès descobreix la natura ordenada dels  jardins a la francesa o l'exuberància pictòrica dels  jardins a l'anglesa. Esdevinguts béns nacionals, conservats completament o parcialment, aquests vastos jardins privats són posats a disposició del públic.
El jardí públic modern va néixer com: «un espai urbà naturista, plantat, paisatgista i mantingut per la col·lectivitat per al gaudi de tots».
Durant els trastorns postrevolucionaris, la societat del començament del segle xix fa poc cas dels jardins.
L'època de la industrialització fa emergir una burgesia opulenta, àvida de diversió i de sortides.

### El jardí haussmannià
A França Napoleó III confia a Haussmann l'encàrrec de condicionar el bosc de Vincennes. Sota les seves ordres,  Alphand transforma els terrenys militars en un vast  parc a l'anglesa i fa el llac de Gravelle, alimentat per les aigües del Marne, per irrigar tots els altres llacs. El model creat per Alphand esdevindrà ràpidament la referència del Jardí Public i s'escamparà a través de tot el país i fins i tot a les colònies. Aquesta reinterpretació del jardí a l'anglesa respon en tots els punts als desigs de la societat francesa de la finals del segle xix.

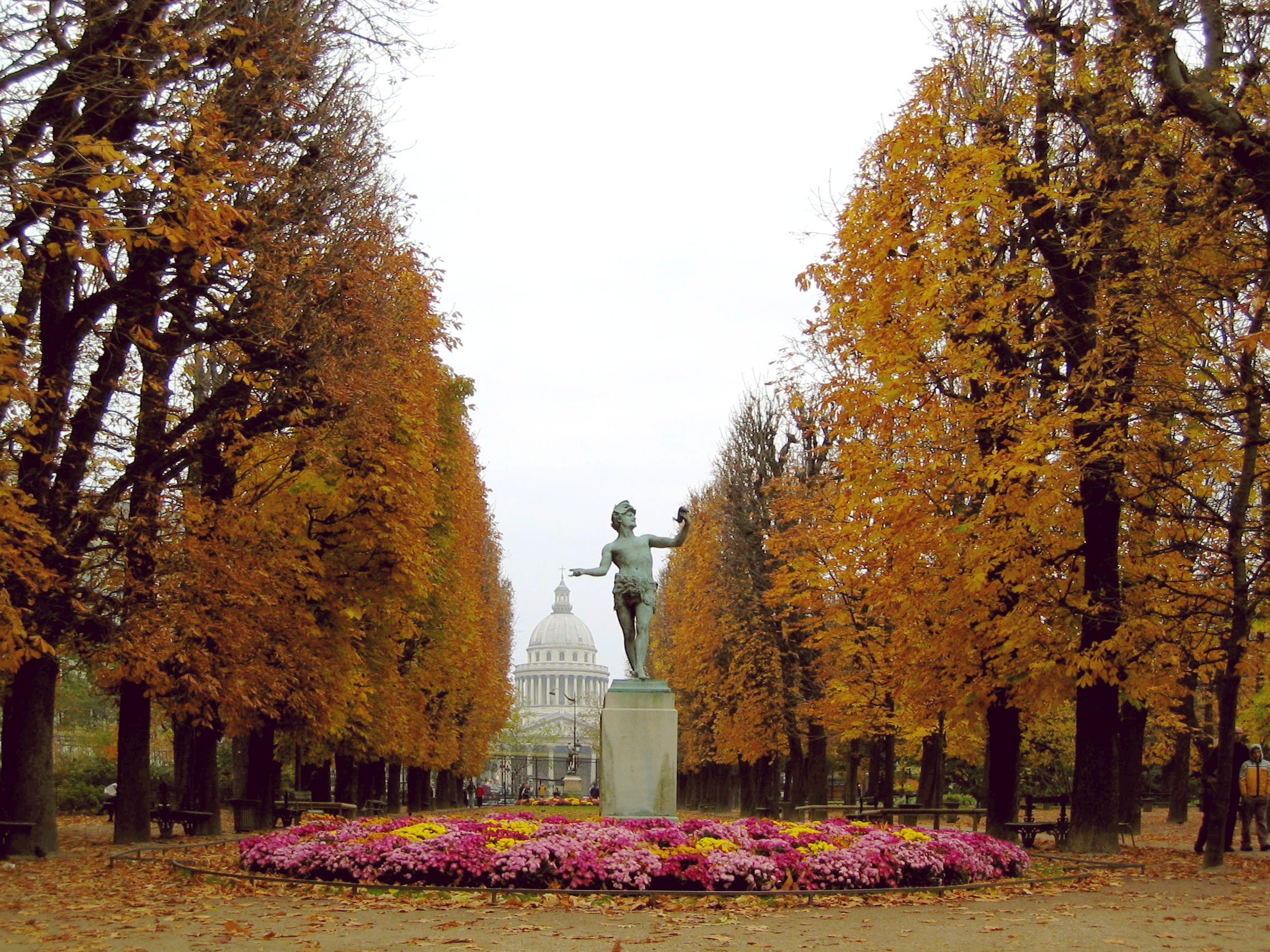
Jardin du Luxembourg a París.

Amb els amples passeigs amb bancs, ombrejats amb arbres, els concerts a l'aire lliure, els ponts, els llacs i els senders apartats el jardí públic esdevé una clau de la disposició de la ciutat. Les perspectives dels passeigs s'hi creuen i els immobles burgesos s'instal·len sobre el seu perímetre.
Lacreació d'un jardí públic esdevé el mitjà per a estructurar un barri. Al parc des Buttes-Chaumont, el jardí, de resultes de treballs titànics, pren el lloc a les antigues pedreres.
La ciutat del segle xix es pot veure com una xarxa de jardins públics, de formes i de dimensions variades segons els indrets. Són enllaçats entre ells per avingudes plantades. Les places, jardins en miniatura tancats i paisatgistes, ocupen un lloc en la trama urbanística. Aquestes places de barri, guanyades a antigues superfícies construïdes, són vorejades de carrers i de construccions.

### Els jardins públics contemporanis
La creació de Jardins Públics contemporanis s'ha accelerat durant els dos darrers decennis. Els paisatgistes del segle xix pensaven la ciutat com si fos construïda a un jardí públic naturista, que es difonia amb les seves avingudes i els seus racons, a través de les seves plantacions i el seu mobiliari de jardí.
El jardí públic ha perdut en les disposicions urbanes contemporànies aquest paper central. És un espai verd condicionat amb les eines de la ciutat, sovint un espai residual aparegut després de la construcció d'equipaments o d'habitatges.
El jardí públic contemporani revela més que res la diferència entre la concepció romàntica del segle xix i el racionalisme de les realitzacions contemporànies.

## Jardins públics coneguts
- Parc de Bagatelle dins el Bosc de Boulogne, a França.
- Hyde Park,a Londres: 139 hectàrees.
- Central Park, a New York: 341 hectàrees.
- Jardí botànic de Mont-real, a Mont-real.